# Hipermobilidade
A hipermobilidade ou hiperflexibilidade é a característica que uma pessoa tem quando suas articulações e ligamentos podem se movimentar mais que o esperado para a idade e sexo.
Existem diferentes tipos de hipermobilidade:
- A hipermobilidade local, também conhecida com hipermobilidade restrita a uma parte corporal, que pode ser resultado de uma lesão, por exemplo.

- A hipermobilidade generalizada, que atinge todos as áreas do sistema locomotor como, por exemplo, um transtorno do tecido conjuntivo congênito como a síndrome de Marfan ou através de certas doenças como a síndrome de Ehlers-Danlos.

- A hipermobilidade essencial, que também é congênita, mas que não há nenhuma causa reconhecível.

Este último tipo de hipermobilidade é mais comum em meninas (cerca de 15% das mulheres) do que em meninos. Acredita-se que como causa deste tipo de hipermobilidade há uma má regulação do sistema nervoso central que controla a área motora, que leva à uma má coordenação dos movimentos.

## Tratamento
As possibilidades terapêuticas da hipermobilidade são restritas e são voltadas para a causa da hipermobilidade. O trabalho de fortalecimento muscular e treino de movimento são muito úteis, sendo realizados para isso exercícios isométricos (certos grupos musculares são trabalhados por 30 segundos).